# Nec deus intersit nisi dignus vindice nodus
Nec deus intersit  nisi dignus vindice nodus  лат.(изговор: нек деус интерсит ниси дигнус виндице нодус) Не дозивајте бога ако спор није достојан њега. (Хорације)

## Поријекло изреке
Ово је изрекао у првом вијеку прије нове ере Квинт Хорације Флак (лат. Quintus Horatius Flaccus), највећи римски лирски песник у дјелу Арс поетика (лат. Ars poetica) .

## Значење
Хорације савјетује писцима трагедија да се у драмским расплетима не користе сувише познатим поступком Деус екс махина (лат. Deus ex machina).

## Данашње значење
Данас се изрека употребљава у општем смислу, када се жели рећи како не треба тражити помоћ неког високог ауторитета у приземним и по себи јасним стварима, које и нису достојне да их он рјешава.